# إعادة توحيد ألمانيا

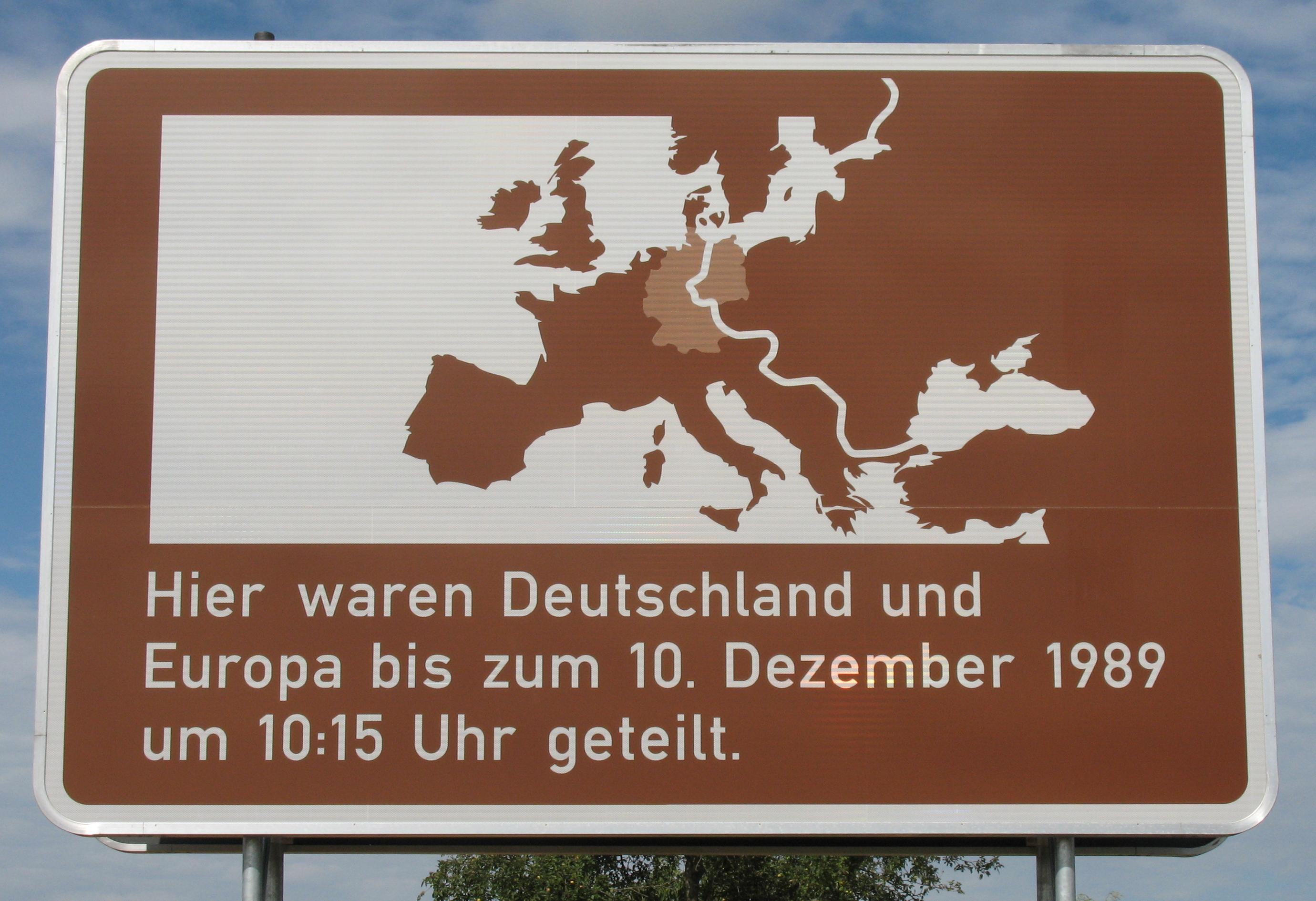
لوحة وُجِدت في الطرقات المغلقة بين الألمانيتين الغربية والشرقية خلال الإنقاسم. يُترجَم النص إلى: "هنا، ألمانيا وأوروبا كانا مقسمين حتى 10 ديسمبر 1989 في 10:15 صباحًا".

إعادة توحيد ألمانيا (بالألمانية: Deutsche Wiedervereinigung)‏ هو الحدث الذي تم في 3 أكتوبر  من عام 1990  (ويسمى يوم الوحدة الألمانية)حيث ضمت فيه جمهورية ألمانيا الديمقراطية، أو ما كان يعرف بألمانيا الشرقية، إلى جمهورية ألمانيا الاتحادية، أو ما يعرف عادة بألمانيا الغربية. فبعد أول انتخابات حرة في ألمانيا الشرقية، والتي جرت في 18 مارس 1990 م، بدأت مفاوضات بين كلتا الدولتين تمخض عنها معاهدة التوحيد، وفي نفس الوقت عقدت معاهدة بين الألمانيتين من جهة وبين ما يسمى بالقوى الأربعة المحتلة (وهي فرنسا المملكة المتحدة وأمريكا والاتحاد السوفياتي) سميت بمعاهدة الإثنين والأربعة وقعت في 12 سبتمبر من عام 1990 في موسكو منحت من خلالها الدولة الجديدة الاستقلال التام. استمرت ألمانيا بعد التوحيد كعضو في المجموعة الأوروبية، وهو ما أصبح يعرف فيما بعد بالاتحاد الأوروبي، وكذلك في حلف شمال الأطلسي الناتو.
يستخدم مصطلح «إعادة التوحيد» لتمييزه عن حدث توحيد ألمانيا في عام 1871 م. في حين يعتبر البعض أن مصطلح «لم الشمل» (Vereinigung) أكثر ملائمة من مصطلح «إعادة التوحيد» عندما يتعلق الأمر باعتبار ألمانيا الشرقية دولة مستقلة أو على أنها جزء من الرايخ الألماني. ومن الذين كانوا يدعون بحماسة إلى التوحد بدلا من إنشاء ولايتين اتحاديتين كان رئيس الحكومة الألمانية السابق فيلي برانت وصاحب العبارة المشهورة عن إعادة الاتحاد « الآن ينمو معا ما ينتمي معا» والذي بين أنه الدولة المتحدة يجب أن تستبدل ما كان عليه الوضع قبل الحرب.

## خلفية

ألمانيا المحتلة كما كانت في عام 1945 م

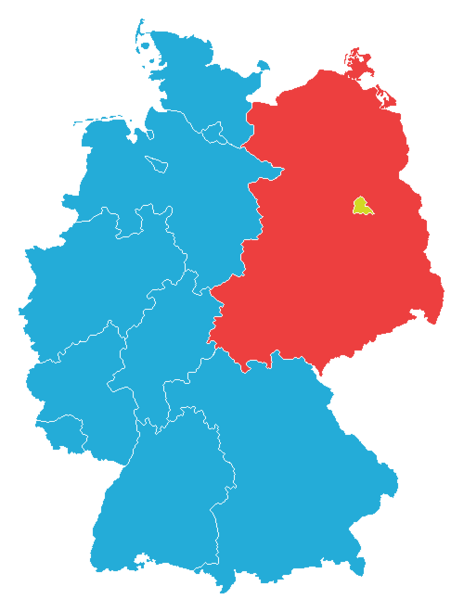
خريطة تقسيم ألمانيا

بعد انتهاء الحرب العالمية الثانية في أوروبا، كانت ألمانيا قد قسمت إلى أربع مناطق محتلة. وكذلك، فقد قسمت العاصمة السابقة برلين، والتي كانت مقر مجلس تحكم الحلفاء، إلى أربعة أقسام هي الأخرى. كانت الخطة في البداية أن تحكم ألمانيا من قبل قوى الاحتلال من عام 1947 م، إلا أن التوتر الذي نتج عن الحرب الباردة جعل المناطق الخاضعة للسيطرة الفرنسية والبريطانية والأمريكية أن تتحد لتكون الجمهورية الألمانية الفيدرالية والتي احتوت أيضا على غرب برلين، وذلك في عام 1949 م. وبالمقابل، فقد تحولت في نفس العام منطقة الاتحاد السوفياتي إلى جمهورية ألمانيا الديمقراطية بما في ذلك شرق برلين. وبالإضافة، وحسب الشروط المتفق عليها في مؤتمر يالطا في فبراير 1945 م، فقد ضمت مقاطعتا بوميرانيا وسيلسيا الشرقيتان وضم النصف الجنوبي من مقاطعة شرق بروسيا، ما يعرف اليوم باسم أوبلاست كاليننغراد، إلى الاتحاد السوفياتي.
أخذت كل من الألمانيتين تزعم بأحقيتها في أن تكون الخليفة الشرعي لدولة ألمانيا السابقة في 1945 م. لكن ألمانيا الشرقية غيرت موقفها فيما بعد وأصبحت تقول بأن تلك الدولة لم يعد لها وجود بعد عام 1945 م، وأن كلا من ألمانيا الغربية وألمانيا الشرقية هما دولتان حديثا التأسيس.
جاءت أول أطروحة لإعادة توحيد ألمانيا في عام 1952 م من قبل جوزيف ستالين بشروط شبيهة بتلك التي طبقت فيما بعد على النمسا في معاهدة الدولة النمساوية. دعت هذه الأطروحة إلى خلق ألمانيا محايدة يحدها شرقا خط أودر-نيس وإلى خروج جميع قوات الحلفاء خلال سنة واحدة. أما في ألمانيا الغربية فقد فضل رئيس الحكومة كونراد أديناور أن اندماجا أكبر مع أوروبا الغربية وطلب أن تجري تدابير عملية إعادة التوحيد تحت إشراف دولي والذي يشرف أيضا على اقتراع يشمل كافة ألمانيا. ولكن السوفيات رفضوا هذا الطلب، وقدم ستالين أطروحة أخرى تدعو إلى إعادة توحيد ألمانيا حسب ما كانت عليه الحدود في عام 1937 م وتحت شرط انضمام ألمانيا إلى حلف وارسو أو الكتلة الشرقية.
بدءا من عام 1949 م أخذت جمهورية ألمانيا الفيدرالية بالتطور لتصبح دولة غربية رأسمالية ذات سوق اقتصاد شعبي وبرلمان ديمقراطي. أدى هذا التحول الذي بدأ من العقد 1950 م إلى نمو اقتصادي كبير استمر لثلاثين عاما، وهو ما أطلق عليه بالمعجزة الاقتصادية (Wirtschaftswunder). وبالمقابل، فقد شكلت ألمانيا الشرقية حكومة سلطوية بنظام اقتصادي مشابه لذلك في الاتحاد السوفياتي. وبالرغم من أن ألمانيا الشرقية أصبحت أكثر الدول غنى وتطورا في الكتلة الشرقية، إلا أن العديد من مواطنيها كان يتطلعون إلى حرية سياسية أكبر وإلى نموهم الاقتصادي. ازداد عدد الراحلين عن ألمانيا الشرقية باتجاه جارتها غير الشيوعية من خلال شرق برلين، الأمر الذي أدى بالحكومة في ألمانيا الشرقية إلى عمل نظام حدودي، كان جدار برلين جزء منه، وذلك في عام 1961 م للحد من الهجرة.
لم تعترف الحكومة في ألمانيا الغربية في بادئ الأمر ولا حلفائها في الناتو بألمانيا الشرقية ولا بجمهورية بولندا الشعبية حسب مبدأ هالشتين السياسي. وبقيت العلاقات بين البلدين جامدة حتى قام الرئيس ويلي براندت في العقد 1970 م ببدأ محاولة إقامة علاقات ودية مع ألمانيا الشرقية، الأوستبوليتك، وهو أمر دار حوله جدل كبير.

## مؤشرات على إعادة التوحيد
قُسمت ألمانيا بصورة رسمية إلى أربع مناطق محتلة بموجب اتفاقية بوتسدام في 1 من شهر أغسطس من عام 1945 لتقع تحت حكم أربع حكومات عسكرية، الولايات المتحدة والمملكة المتحدة وفرنسا والاتحاد السوفييتي. وقسمت العاصمة برلين بصورة مماثلة إلى أربع أقسام. بين عامي 1947 و1949، اندمجت المناطق الثلاث التابعة للحلفاء الغربيين لتشكل ألمانيا الغربية وبرلين الغربية التي اصطفت إلى جانب أوروبا الرأسمالية (التي تطورت في وقت لاحق إلى المجموعات الأوروبية). وتحولت المنطقة السوفييتية إلى جمهورية ألمانيا الديمقراطية، وعاصمتها برلين الشرقية، وأصبحتا جزءًا من الكتلة الشيوعية. كانت ألمانيا الغربية عضوًا في التحالف العسكري الغربي، حلف شمال الأطلسي، وكانت ألمانيا الشرقية عضوًا في حلف وارسو. عاش الشعب الألماني في ظل تقسيمات مفروضة طوال فترة الحرب الباردة التي تلت ذلك.
خلال الثمانينيات من القرن العشرين، مر الاتحاد السوفييتي بفترة من الركود السياسي والاقتصادي وبالمثل قلل الاتحاد السوفييتي من تدخله في سياسات دول الكتلة الشرقية. في عام 1987، ألقى الرئيس الأمريكي دونالد ريغان خطابًا عند بوابة براندنبورغ تحدى فيه الأمين العام للحزب الشيوعي السوفييتي ميخائيل غورباتشيف بـ«هدم هذا الجدار» الذي كان يقسم برلين. كان الجدار يمثل أيقونة للتقسيم السياسي والاقتصادي بين الشرق والغرب، وهو تقسيم كان وينستون تشرشل قد أشار إليه مستخدمًا تعبير «الستار الحديدي». في عام 1988 أعلن غورباتشيف أن الاتحاد السوفييتي سيتخلى عن مبدأ بريجينيف وسيتيح لأمم الكتلة الشرقية أن تكون حرة في اتخاذ القرارات المتعلقة بشؤونها الداخلية. في مطلع العام 1989، وخلال حقبة جديدة من سياسات غلاسنوست (الانفتاح) السوفييتية والبيريسترويكا (إعادة الهيكلة الاقتصادية)، والتي ذهبت أبعد من ذلك على يدي غورباتشيف، بدأت حركة التضامن تترك أثرًا في بولندا. ومع إلهامها برجل الدبابة، اندلعت في ذلك العام ثورات 1989 في دول الكتلة الشرقية.
في شهر مايو من عام 1989، أزالت المجر سياجها الحدودي. إلا أن تفكيك المرافق الحدودية في المجر القديمة لم يفتح الحدود أو لم يفض إلى إزالة القيود السابقة الصارمة، واستمر العزل الذي تسبب به امتداد الستار الحديدي. في تلك الآونة خلق افتتاح بوابة حدودية بين النمسا والمجر خلال مظاهرة مؤيدة للوحدة الأوروبية في 19 أغسطس من عام 1989 تفاعلًا تسلسليًا سلميًا انتهت معه ألمانيا الشرقية وتفككت الكتلة الشرقية. تمثلت الدعاية المكثفة للمظاهرة المخطط لها بملصقات ومناشير بين سياح ألمانيا الشرقية في المجر. ووزع الفرع النمساوي من المظاهرة المؤيدة للوحدة الأوروبية، الذي ترأسه كارل فون هابسبورغ، آلافًا من الكتيبات التي كانت تدعو سياح ألمانيا الشرقية إلى المظاهرة السلمية بالقرب من الحدود عند سوبرون. وقد كانت تلك أكبر حركة هروب من ألمانيا الشرقية منذ بناء جدار برلين في عام 1961. بعد المظاهرة، التي ألهمتها فكرة طرحها والد كارل أوتو فون هابسبورغ تدور حول اختبار رد فعل الاتحاد السوفييتي وميخائيل غورباتشوف على فتح الحدود، انطلق عشرات الآلاف من الألمان الشرقيين الذين كانوا يحصلون على الأخبار من وسائل الإعلام نحو المجر. أظهر رد فعل إيريش هونكر في صحيفة «دايلي ميرور» في 19 أغسطس 1989 للرأي العام في الشرق والغرب أن الحكام الشيوعيين في أوروبا الشرقية خسروا سلطتهم ضمن نطاق الدول الخاضعة لهم، وأنهم لم يعودوا من يحدد الأحداث الجارية: «امتد توزيع مناشير هابسبورغ حتى بولندا التي كان السياح الألمان الشرقيين قد دُعوا إلى مظاهرة فيها. ومع وصولهم إلى المظاهرة قُدمت لهم الهدايا والطعام والمارك الألماني ومن ثم أُقنعوا بالقدوم إلى الغرب». وبشكل خاص تحقق هابسبورغ ووزير الدولة المجري إيمري بوزسغاي من إذا ما كانت موسكو ستعطي أوامر للقوات السوفييتية المتمركزة في المجر بالتدخل. ولكن، مع النزوح الجماعي في المظاهرة المؤيدة للوحدة الأوروبية، ساهم التردد التالي في سلوك حزب الوحدة الاشتراكي في ألمانيا الشرقية وعدم تدخل الاتحاد السوفييتي في تسريع الأحداث. وهكذا انتهى مصطلح الكتلة الشرقية.
عندئذ اتجه عشرات الآلاف من الألمان الشرقيين الذين كانوا يحصلون على الأخبار من وسائل الإعلام نحو المجر، التي لم تعد مستعدة لإبقاء حدودها مغلقة بالكامل أو لإرغام قواتها الحدودية على استخدام قوة السلاح. بحلول نهاية شهر سبتمبر من عام 1989، كان ما يزيد عن 30 ألف شخصًا من ألمانيا الشرقية قد فروا باتجاه الغرب قبل منع ألمانيا الشرقية السفر إلى المجر مما جعل تشيكوسلوفاكيا الدولة المجاورة الوحيدة التي كان يمكن أن يفر تجاهها الألمان الشرقيون.
وحتى عندئذ، كان العديد من الناس داخل وخارج ألمانيا ما يزالون يعتقدون أن التوحيد الحقيقي لن يحصل في المستقبل القريب. حدثت نقطة التحول في ألمانيا، التي سميت «دي ويندي» من خلال «الثورة السلمية» التي أفضت إلى هدم جدار برلين، ودخول ألمانيا الشرقية والغربية في وقت لاحق في مفاوضات بهدف إلغاء التقسيم الذي كان قد فُرض على الألمان قبل ما يزيد عن أربعة عقود.

## نهاية الانقسام
بحلول منتصف العقد 1980 م كان الشعور السائد بين الألمانيين الشرقيين والغربيين حول إعادة التوحيد بأنه أمل بعيد صعب التحقيق طالما بقيت الحكومات الشيوعية مسيطرة على أوروبا الشرقية. ولكن هذا الأمل بدا فجأة وكأنه بمتناول الأيدي نتيجة للتغييرات السياسية التي حدثت في الاتحاد السوفيتي. كان ذلك نتيجة قدوم ميخائيل غورباتشوف إلى الحكم والذي أدت سياساته إلى موجة من التغييرات في شتى أرجاء الكتلة الشرقية مما أحيا أمل الاتحاد مرة أخرى في ألمانيا الشرقية.
في شهر أغسطس من عام 1989 م قامت المجر بإزالة القيود على حدودها مع النمسا الأمر الذي نتج عنه هرب ما يزيد عن 13,000 ألماني شرقي إلى ألمانيا الغربية عبر المجر في شهر سبتمبر. وفي أواخر العام نفسه بدأت مظاهرات ضخمة ضد المنطقة الألمانية الشرقية كان أكبرها ما عرف بمظاهرات الإثنين في لايبزغ. أجبرت الاضطرابات الشعبية رئيس ألمانيا الشرقية إيرك هونكر على تقديم استقالته في 18 أكتوبر 1989 م. تبع ذلك عدة استقالات أخرى عندما أعلن كافة أعضاء الحكومة الشرقية استقالتهم في 7 نوفمبر. قامت الحكومة الجديدة برفع قيود السفر عن الألمان الشرقيين في 9 نوفمبر 1989 م مما دفع بالكثير من الناس للذهاب إلى الجدار الفاصل حيث كان حرس الحدود قد فتح عدة معابر وسمحوا للناس بالعبور. جرئ هذا الأمر العديد من الألمان من كلتا الجهتين فبدؤوا بهدم أقسام من ذلك الجدار، وهو ما يعتبر من أهم الأحداث في القرن العشرين.
في 18 مارس 1990 م جرت أول وآخر انتخابات حرة في تاريخ ألمانيا الشرقية نتج عنها حكومة كان هدفها الأساسي هو التفاوض لإنهاء نفسها ودولتها. وقد قال أحد المفكرين من ألمانيا الشرقية في عام 1989 م عن وجود ألمانيا الشرقية « إن بولندا سوف تبقى بولندا حتى لو سقطت الشيوعية، أما ألمانيا الشرقية فليس هنالك من داع لوجودها بعد الشيوعية».
تفاوضت ألمانيا الشرقية أثناء فترة رئيس وزرائها لوثر دي مايزير مع ألمانيا الغربية والمملكة المتحدة وفرنسا والولايات المتحدة والاتحاد السوفياتي بشأن الشروط السابقة لإعادة التوحيد. وبالرغم من تراجعه عن موقفه الأول في معارضة الاتحاد، فقد بقي الاتحاد السوفياتي معارضا لانضمام ألمانيا الشرقية إلى حلف الناتو. غير أنه تم التوصل إلى اتفاقية تجيز لألمانيا الموحدة أن تكون جزءا من الناتو بشرط أن لا يكون لقوات الناتو أية قاعدة في منطقة ألمانيا الشرقية.
كان يجري بمحاذاة تلك المفاوضات المتعددة الجهات مفاوضات ثنائية بين حكومتي الألمانيتين نتج عنها توقيع اتفاقية في 18 مايو كخطوة تمهيدية وحدت الجوانب الاقتصادية والاجتماعية وكذلك العملة وأخذ بتطبيقها اعتبارا من 1 يوليو. وفي 23 أغسطس أقر برلمان ألمانيا الشرقية، فولكسكامر، على تاريخ الثالث من أكتوبر للانضمام إلى ألمانيا الغربية. وفي 31 أغسطس 1990 م تم توقيع اتفاقية التوحيد بين مندوبين من كلا الحكومتين. بعد ذلك، وفي 12 سبتمبر من نفس العام، وقع على اتفاقية الحل النهائي فيما يخص ألمانيا، والتي تسمى أيضا معاهدة الإثنين والأربعة، والتي أعطي رسميا بموجبها الاستقلال لكتا الدولتين.
يعد تاريخ 3 أكتوبر 1990 م التاريخ الرسمي الذي توحدت فيه ألمانيا مرة أخرى، وهو يوم الوحدة الألمانية، وذلك عندما قامت خمس من الولايات الفيدرالية التي أعيد إنشائها في ألمانيا الشرقية، وهي براندنبورغ ومكلنبورغ فوربومرن وساكسن وساكسن-أنهالت وتورينغن، بالانضمام رسميا إلى ألمانيا الغربية. كان هنالك خيارين قائمين في دستور ألمانيا الغربية فيما يتعلق بالدستور الجديد الذي سوف يطبق في الولايات المنضمة. كان الخيار الأول والأسهل، وهو ما تم تطبيقه، يقضي بأن تخضع الولايات المنضمة الجديدة تبعا للمادة 23، التي كانت قائمة آنذاك، للدستور الألماني. كان البديل من ذلك أن تنضم ألمانيا الشرقية بأكملها ضمن خطوة التوحيد بين البلدين مما كان سينتج عنه، فيما سينتج، تشكيل دستور جديد يضم الدولة الحديثة كلها. ومع سهولة القرار الذي وقع الاختيار عليه إلا أنه تولد عنه مشاعر في الشرق بأنه محتل أو ملحق بالجمهورية الفيدرالية السابقة.
ولتسهيل عملية الانضمام وإراحة الدول الأخرى، قامت ألمانيا الغربية ببعض التغييرات على دستورها الأساسي. فقد عدلت المادة 146 من الدستور بحيث يمكن استخدام المادة 23 في عملية إعادة التوحيد. وبعد أن أتمت الولايات الخمسة المذكورة أنضمامها إلى ألمانيا الغربية تم تعديل الدستور مرة أخرى ليدلل على أنه لا يوجد أي جزء من ألمانيا خارج الحدود التي أعيد توحيدها غير مضمنة. ومع ذلك، فإنه ما زال بالإمكان تعديل الدستور في المستقبل ليسمح خلاله بتبني دستور آخر من قبل الشعب الألماني.
وفي 14 نوفمبر 1990 م، وقعت الحكومة الألمانية معاهدة مع بولندا منهية بذلك مسألة الحدود بينهما وجاعلة خط أودر-نيس هو الحد الدائم ومسقطة حقها في سيلسيا وبوميرانيا الشرقية وغدانسك (Gdańsk) وشرق بروسيا. وفي الشهر التالي قامت أول انتخابات حرة ونزيهة شملت كافة الألمان منذ عام 1933 م زادت فيها غلبة حكومة الائتلاف التي رأسها هلموت كول.

## آثار إعادة التوحيد
شكل إعادة التوحيد عبئا ثقيلا على الاقتصاد الألماني وأبطأ من نموها الاقتصادي في السنوات التالية. وتقدر كلفة إعادة التوحيد بما يزيد عن 1.5 ترليون يورو وهو ما يزيد عن مجمل الديون الوطنية على ألمانيا. يرجع السبب الأساسي في هذا إلى الضعف الشديد الذي كان يعانيه اقتصاد ألمانيا الشرقية خصوصا إذا ما قورن باقتصاد ألمانيا الغربية بالإضافة إلى معدلات التحويل -لأسباب سياسية- من المارك الألماني الشرقي إلى المارك الألماني والذي لم يتأقلم مع هذا الواقع الجديد مما أدى إلى خسارة مفاجأة -غالبا ما تكون مدمرة أيضا- لأية فرصة للصناعات الشرقية في المنافسة مما أدى إلى انهيارها في وقت قصير جدا. وفي الوقت الحاضر فما زال هنالك تمويلات خاصة تزيد عن 100 مليار يورو لإعادة إعمار الجزء الشرقي من ألمانيا. وقد أدى تزويد البضائع والخدمات إلى ألمانيا الشرقية باستنزاف مصادر ألمانيا الغربية. وكذلك فقد توجب خصخصة الصناعات الخاسرة التي كانت تدعمها الحكومة الشرقية في السابق.
ومن نتائج إعادة التوحيد تحول معظم الصناعات عن ألمانيا الشرقية مما أدى بنسب البطالة أن ترتفع إلى 20%. ومنذ ذلك الحين فقد استمر مئات الآلاف من الألمان الشرقيين بالهجرة إلى ألمانيا الغربية للبحث عن فرص عمل مما أفقد الجزء الشرقي نسبة ليست بالقليلة من سكانها وخصوصا أولئك ذوي المهارات العالية.
ما زال حتى اليوم هناك فروقات اجتماعية بين الألمان الشرقيين والألمان الغربيين. فبينما يتمنى بعض الألمان الغربيين عدم حدوثها من الأساس لأنهم يربطون كثيرًا من الضعف الناجم اليوم في اقتصاد ألمانيا كأحد تبعات الوحدة. في الجهة المقابلة، ينتاب كثير من الألمان الشرقيين نفس الشعور، بأن حياتهم تغيرت رأسا على عقب جراء الوحدة، ويتمنون عودة النظام الاشتراكي، حيث كان العمل على الأقل متوفرًا أكثر مما هو عليه في النظام الرأسمالي الحالي.
كسبت العاصمة برلين كثيرا من الوحدة. نقلت معظم الدوائر الحكومية الفيدرالية الألمانية مقارها الرئيسية لها. كما نقلت الدول الأجنبية سفاراتها من بون إلى برلين. اليوم تستثمر الحكومة الفيدرالية مئات الملايين من اليورو في تنمية البنية التحتية في المدينة. تماما كما حصل مع معظم مدن ألمانيا الشرقية. فعلى سبيل المثال تملك المدن الكبيرة فيها مثل درسدن ولايبزغ أحدث أنواع وسائل النقل، كما أن بنيتها التحتية أصبحت تضاهي مثيلاتها في مدن القسم الغربي من ألمانيا.

## الدعم الأجنبي والمعارضة
منذ عقود، ذكر حلفاء ألمانيا الغربية دعمهم لإعادة التوحيد. كان رئيس الوزراء الإسرائيلي إسحاق شامير، الذي تكهن بأن الدولة التي «قررت قتل الملايين من اليهود» في المحرقة «ستحاول القيام بذلك مرة أخرى»، واحدًا من زعماء العالم القلائل الذين عارضوا ذلك علنًا. مع تحول إعادة التوحيد إلى إمكانية واقعية، برزت معارضة كبيرة من الناتو وأوروبا سرًا. أظهر استطلاع للرأي أجري في أربع دول في يناير من عام 1990 أن غالبية الأمريكيين والفرنسيين الذين شملهم الاستطلاع يؤيدون إعادة التوحيد، في حين أن البريطانيين والبولنديين كانوا أكثر انقسامًا: إذ صرح 69% من البولنديين و50% من الفرنسيين والبريطانيين أنهم قلقون من أن تصبح ألمانيا الموحدة «القوة المهيمنة في أوروبا». ذكر هؤلاء الذين شملهم الاستطلاع العديد من المخاوف، بما في ذلك محاولة ألمانيا مرة أخرى التوسع في أراضيها وإحياء النازية وكون الاقتصاد الألماني قد أصبح قويًا جدًا. في حين فضل البريطانيون والفرنسيون والأمريكيون بقاء ألمانيا عضوًا في حلف شمال الأطلسي، أيد غالبية البولنديين الحياد للأمة الموحدة.
كانت الولايات المتحدة هي الحليف الرئيسي. على الرغم من معارضة بعض كبار المسؤولين الأمريكيين التوحد السريع، قدم وزير الخارجية جيمس بيكر والرئيس جورج بوش الأب، دعمًا قويًا وحاسمًا لمقترحات كول.

### بريطانيا وفرنسا
قبل سقوط جدار برلين، أخبرت رئيسة الوزراء البريطانية مارغريت ثاتشر، الأمين العام السوفيتي ميخائيل غورباتشوف، أنه لا المملكة المتحدة ولا أوروبا الغربية راغبتان في إعادة توحيد ألمانيا. أوضحت ثاتشر أيضًا أنها تريد من الزعيم السوفيتي أن يفعل ما بوسعه لوقف ذلك، وقالت لغورباتشوف «نحن لا نريد ألمانيا موحدة». على الرغم من ترحيبها بالديمقراطية في ألمانيا الشرقية، كانت ثاتشر تخشى أن يؤدي التوحيد السريع إلى إضعاف غورباتشوف، فقد فضلت بقاء القوات السوفيتية في ألمانيا الشرقية لأطول فترة ممكنة لموازنة القوى مع ألمانيا الموحدة.
كانت ثاتشر، التي حملت في حقيبتها خريطة لحدود ألمانيا في عام 1937، لتبين للآخرين «المشكلة الألمانية» تخشى من أن «طابعها الوطني» وحجمها وموقعها المركزي في أوروبا من شأنه أن يجعل الأمة «قوة مزعزعة للاستقرار بدلًا من أن تكون قوة استقرار في أوروبا». في ديسمبر من عام 1989 حذرت زملائها من قادة الجماعة الأوروبية في قمة ستراسبورغ التي حضرها كول، بقولها «لقد هزمنا الألمان مرتين! والآن! ها قد عادوا!». على الرغم من أن ثاتشر كانت قد أعلنت تأييدها لتقرير المصير الألماني في عام 1985، قالت فيما بعد أن حلفاء ألمانيا يدعمون إعادة التوحيد فقط لأنهم لا يعتقدون أن ذلك سيحدث على الإطلاق. فضلت ثاتشر أن يكون هناك فترة انتقالية مدتها خمس سنوات من أجل إعادة التوحيد، تبقى خلالها الألمانيتان دولتين منفصلتين. على الرغم من أنها خففت بشكل تدريجي من معارضتها، استدعت ثاتشر في وقت متأخر من مارس عام 1990 المؤرخين والدبلوماسيين لحضور حلقة دراسية في شيكرز سألت فيها عن «مدى خطورة الألمان»، وأفاد السفير الفرنسي في لندن أن ثاتشر قالت له: «يجب على فرنسا وبريطانيا العظمى أن تتحدا معًا في مواجهة التهديد الألماني».

## وصلات خارجية
- (بالإنجليزية) عبء ألمانيا الشرقية: ثمن الاتحاد الفاشل - صحيفة شبيغل الألمانية
- (بالإنجليزية) نهاية ألمانية الشرقية - إذاعة ألمانية الدولية
- (بالإنجليزية) تحت الضوء: يوم الوحدة الألماني من منشورات السفارة الألمانية
- (بالإنجليزية) إعادة التوحيد وما نتج عنه